# مطلب الحياة (فلم 1916)
مطلب الحياة (بالإنجليزية: The Quest of Life) فيلم دراما أمريكي صامت، عرض عام 1916 من بطولة رودلف فالنتينو وإخراج أشلي ميلر.

## روابط خارجية
- مقالات تستعمل روابط فنية بلا صلة مع ويكي بيانات